# Le Scrawl
Le Scrawl ist eine deutsche Crossover-Band aus Ferch, die im Jahr 1989 unter dem Namen Scrawl gegründet wurde. Die Band spielte unter anderem bereits in den USA, Frankreich, Slowenien und Tschechien.

## Geschichte
Die Band wurde im Jahr 1989 unter dem Namen Scrawl von dem Gitarristen Mario Anders und dem Schlagzeuger Peter Weiss gegründet. Im Jahr 1991 kam Keyboarder Michael Kautzsch zur Besetzung. Im Jahr 1992 nahm die Band ihre ersten drei Demos auf. Nachdem die Gruppe mit vier Liedern auf dem Sampler I Kill What I Eat von Ecocentric Records im Jahr 1993 zu hören war, folgten Auftritte zusammen mit Anal Cunt, Agathocles und Cripple Bastards. Im Jahr 1994 schloss sich eine selbstbetitelte Single über Psycho Mania Records an, ehe im Jahr 1995 die EP Q bei Ecocentric Records erschien. Für eine Split-Veröffentlichung im Jahr 1998 mit dem Namen Rotten Fake zusammen mit Agathocles und Seven Minutes of Nausea, nahm die Band diverse Coversongs auf. Nach einigen Jahren Pause folgte im Jahr 2003 die Kompilation Too Short to Ignore. Die CD erschien bei dem Label Life Is Abuse, während die Veröffentlichung der LP bei Regurgitated Semen Records (RSR) erfolgte. Die Band hatte im Jahr 2002 zuvor ihren Namen von Scrawl in Le Scrawl umgeändert, um nicht mit einer US-amerikanischen Indie-Band, die denselben Namen trug, verwechselt zu werden. Nach Veröffentlichung der Kompilation veränderte sich die Besetzung der Gruppe, woraufhin sie aus dem Schlagzeuger Peter Weiss, dem Keyboarder Michael Kautzsch und dem Gitarristen Simon Weiss bestand. Gitarrist Mario Anders hatte den Posten an der E-Gitarre abgegeben und stattdessen den des Sängers und Bassisten übernommen. Zusammen mit dem Produzenten Harris Johns nahmen sie die EP Eager to Please im März und April 2003 auf, die 2004 bei Life Is Abuse und RSR erschien. Zudem wurde auch die DVD Full Frontal Nudity veröffentlicht, die ebenfalls von Johns gemastert und abgemischt wurde. Hierauf ist die Band bei Auftritten ihrer Kalifornien-Tour und auf dem Obscene Extreme in Trutnov zu sehen. Die DVD erschien im Frühling 2006. Im Mai 2007 nahm die Band erneut mit Harris Johns die EP Whisky a Go Go! im Music Lab Berlin auf. Diese erschien im Jahr 2008 bei Ecocentric Records. Im Jahr 2010 schloss sich über Obscene Productions das nächste Album Snowblind an.

## Stil
Laut der Myspace-Seite der Band wurde sie stark durch Grindcore beeinflusst, ehe sie schon bald versuchte, andere Stile wie Jazz, Ska und Swing einfließen zu lassen. Ollie Fröhlich vom Ox-Fanzine verglich die Band auf Snowblind mit der Band Naked City, wobei Le Scrawl nicht nur Jazz einfließen lasse, sondern „so etwas wie Easy Listening Jazz mit gelegentlichen Ska-Einlagen oder hippiesken Interludien zu Grindgeballer mündet“. Der Gesang bestehe durchgehend aus Growling.

## Diskografie
als Scrawl
- 1994: Scrawl (Single, Psycho Mania Records)
- 1995: Q (EP, Ecocentric Records)
- 1998: Rotten Fake (Split mit Agathocles und Seven Minutes of Nausea, Ecocentric Records)

als Le Scraw
- 2003: Too Short to Ignore (Kompilation, Life Is Abuse / Regurgitated Semen Records)
- 2004: Eager to Please (EP, Life Is Abuse / Regurgitated Semen Records)
- 2006: Full Frontal Nudity (DVD, Morbid Records)
- 2008: Whisky a Go Go! (EP, Ecocentric Records)
- 2010: Snowblind (Album, Obscene Productions)